# Atlixtac
Atlixtac, é uma cidade do estado de Guerrero, no México. O nome deriva da língua náhuatl e tem o significado de água branca.